# Miguel Urbán (Politiker)

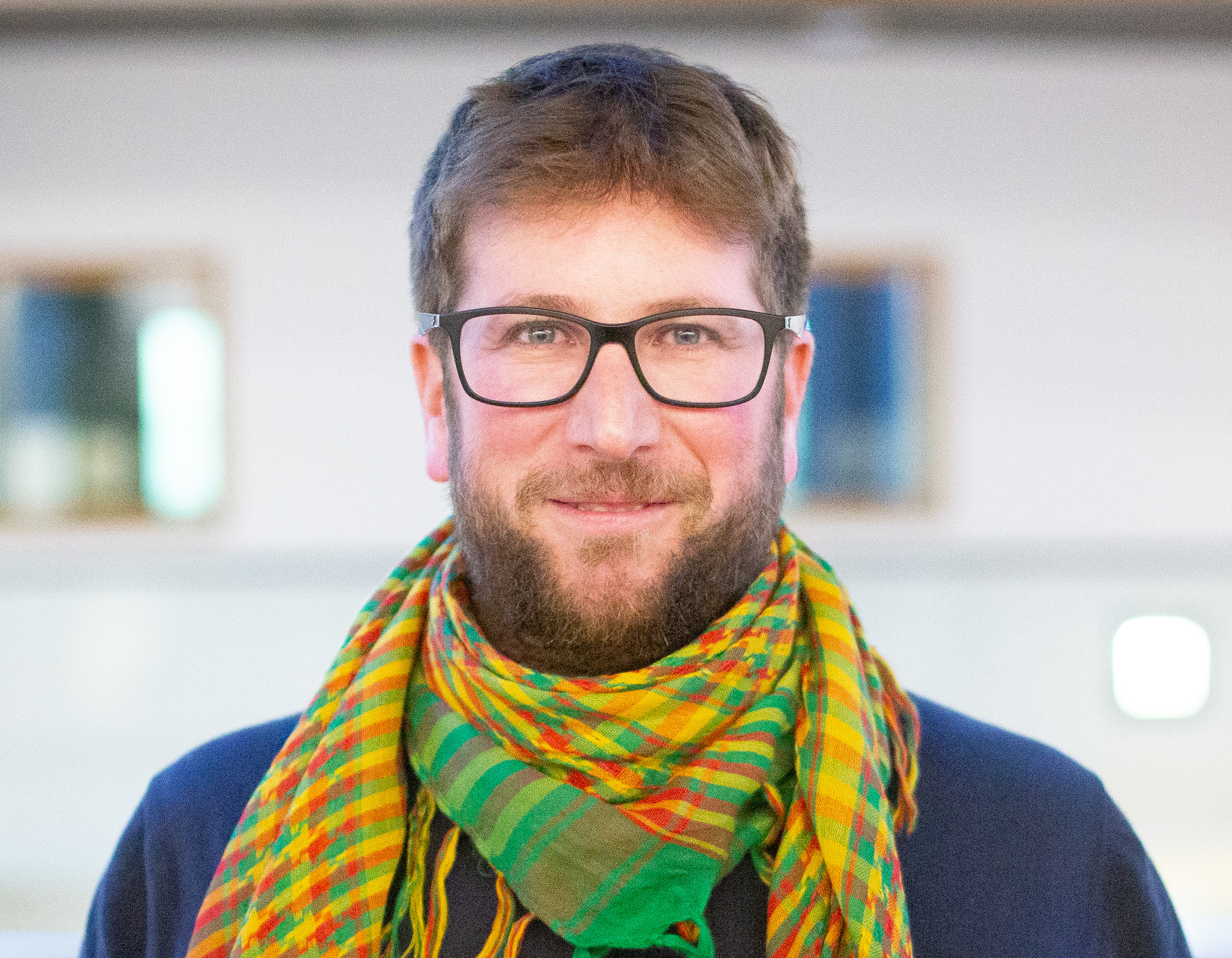
Miguel Urbán (2019)

Miguel Urbán Crespo (* 26. März 1980 in Madrid) ist ein spanischer Sozialaktivist und Politiker (Podemos). Urbán ist Mitbegründer der linken Sammlungsbewegung Podemos. Seit 2015 ist Urbán Mitglied des Europäischen Parlaments, bei der Europawahl 2019 verteidigte er sein Mandat. Er ist Mitglied der GUE/NGL-Fraktion.

## Leben

### Ausbildung
Miguel Urbán Crespo wurde am 26. März 1980 in Madrid geboren, er ist der Sohn von Luis Miguel Urbán Fernández, einem Kämpfer der Revolutionären Kommunistischen Liga (Liga Comunista Revolucionaria), der während der Franco-Diktatur gefoltert wurde. Nach dem Abschluss der Sekundarschule studierte Urbán Geschichte an der Universidad Complutense von Madrid, schloss sein Studium jedoch nie ab.

### Politisches Engagement

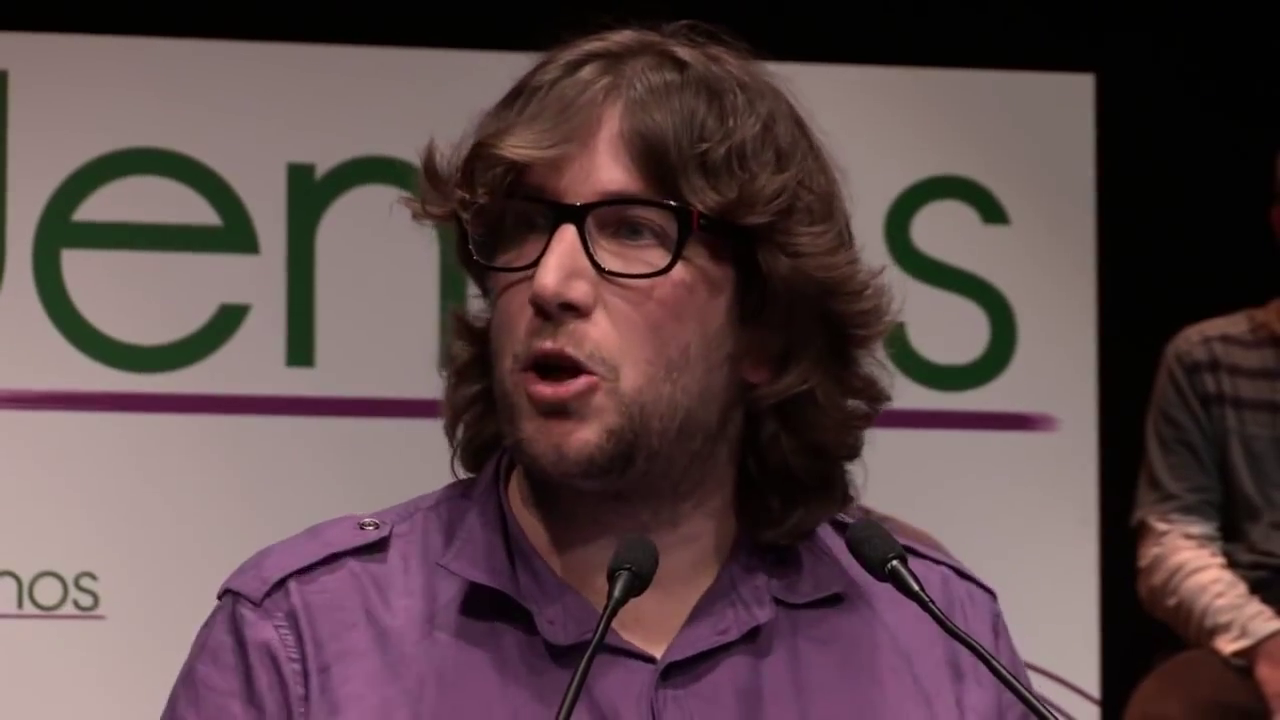
Urbán (2014)

Parallel zu seinem Studium arbeitete Urbán in mehreren NGOs, als Redakteur der Zeitschrift Viento Sur sowie als Kulturmanager der Genossenschaftsbuchhandlung La Marabunta. Als politischer Aktivist war Urbán Mitglied der Studierendenbewegung, über die er auch zahlreiche Artikel und Bücher geschrieben hat. Er beteiligte sich ebenso an Aktionen der Anti-Globalisierungsbewegung, bei Protesten gegen den Krieg im Irak sowie an der sogenannten „15 M“-Bewegung.
Bei den Europawahlen 2009 kandidierte Urbán auf der Liste der Izquierda Anticapitalista-Revolta Global auf dem 20. Platz, gewann jedoch kein Mandat. Bei den spanischen Parlamentswahlen 2011 kandidierte Urbán als Spitzenkandidat für die Izquierda Anticapitalista im Wahlkreis Madrid, gewann jedoch ebenso kein Mandat. 

### Einzug ins Europaparlament

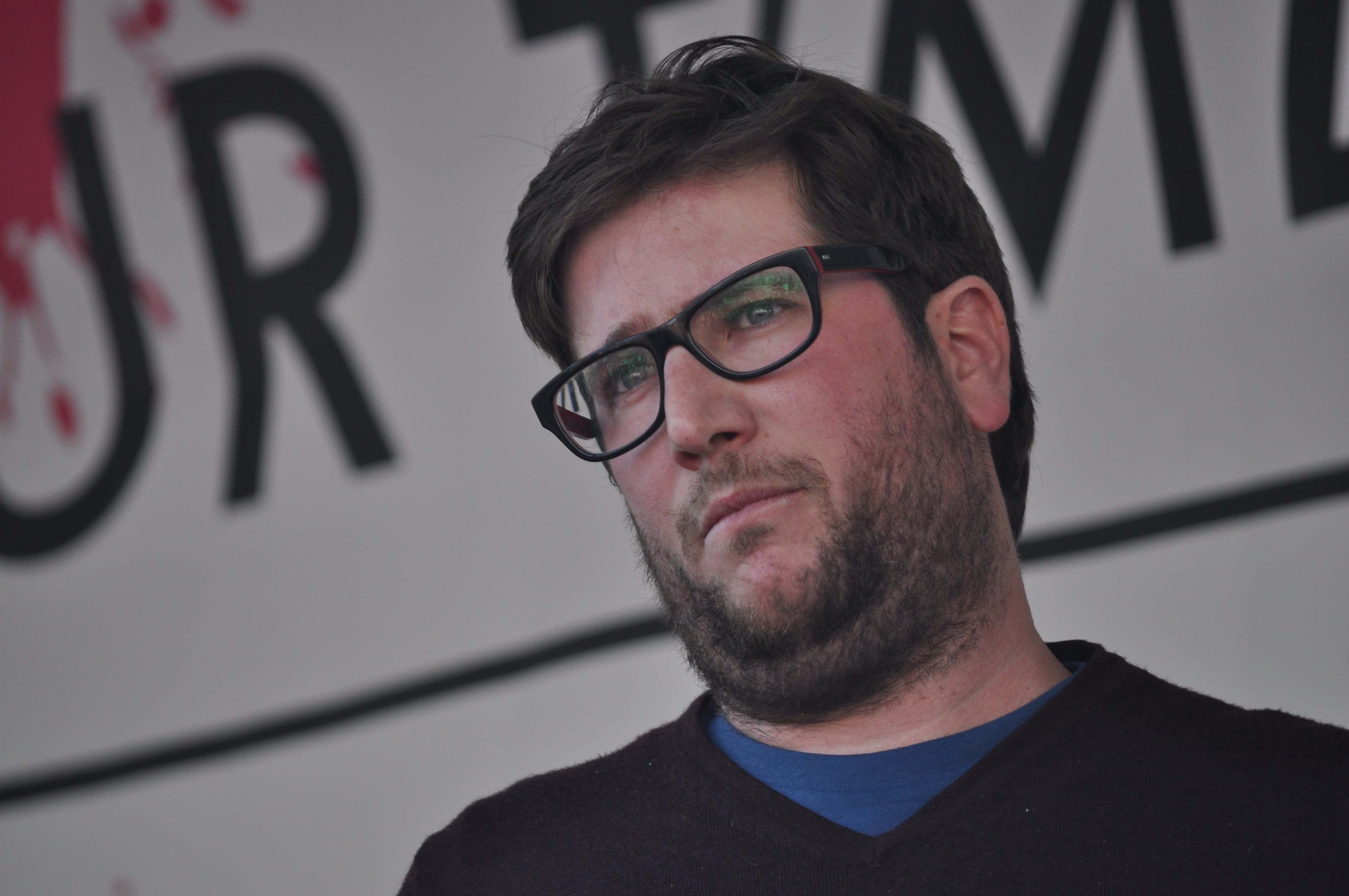
Miguel Urbán (2015)

Im Frühjahr 2014 engagierte sich Urbán bei der Gründung der Partei Podemos, die als Zusammenschluss verschiedener kleinerer linker Partei entstand. Die Partei trat erstmals bei der Europawahl 2014 an, Urbán kandidierte auf dem siebten Platz. Podemos gewann aus dem Stand gut 8 Prozent der Stimmen und damit 5 der 54 spanischen Mandat, womit Urbán jedoch knapp den Einzug verpasste. 
Nachdem die Podemos-Abgeordneten Carlos Jiménez Villarejo und Teresa Rodríguez im Laufe des Jahres von ihrem Mandat zurücktraten, rückte Urbán am 5. März 2015 nach. Er trat – wie auch die anderen Podemos-Abgeordneten – der Konföderalen Fraktion der Vereinten Europäischen Linken/Nordische Grüne Linke bei. Die Fraktionsmitglieder wählten ihn für die Zeit von 2017 bis 2019 in den Fraktionsvorstand.
Des Weiteren war er für seine Fraktion Mitglied im Ausschuss für Industrie, Forschung und Energie (nur 2015), sowie im Ausschuss für auswärtige Angelegenheiten und dem dazugehörigen Unterausschuss Menschenrechte. Ebenso war er Mitglied im Untersuchungsausschuss zur Prüfung von behaupteten Verstößen gegen das Unionsrecht und Missständen bei der Anwendung desselben im Zusammenhang mit Geldwäsche, Steuervermeidung und Steuerhinterziehung (PANA) sowie im Sonderausschuss zu Finanzkriminalität, Steuerhinterziehung und Steuervermeidung. Er war stellvertretendes Mitglied im Haushaltsausschuss (nur 2015), im Ausschuss für Wirtschaft und Währung sowie im Unterausschuss für Sicherheit und Verteidigung (2017–2019).

### Wiederwahl 2019

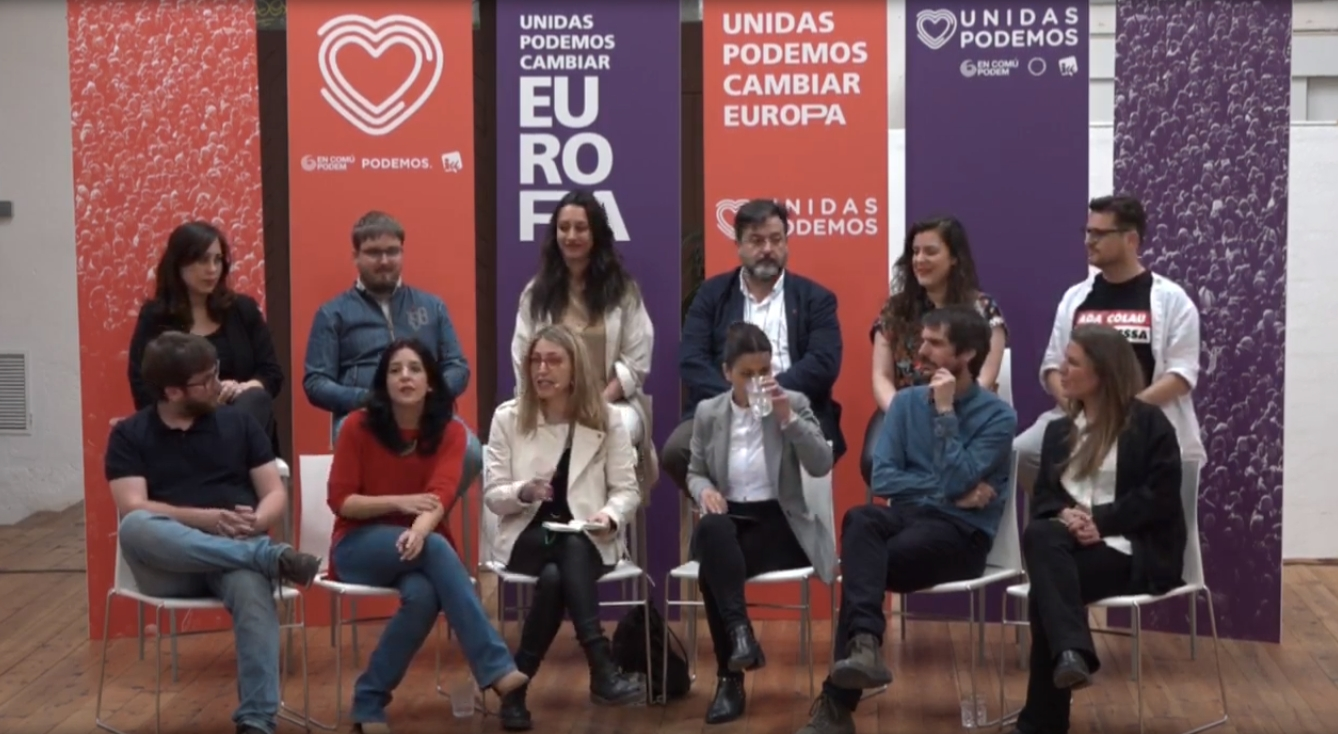
Miguel Urban (erster von links in der vorderen Reihe) bei der Vorstellung der Kandidierenden von „Unidas Podemos Cambiar Europa“

Für die Europawahl 2019 kandidierte Urbán erneut, seine Partei Podemos trat gemeinsam mit den Parteien Izquierda Unida, Catalunya en Comú und Barcelona en Comú als Listenverbindung „Unidas Podemos Cambiar Europa“ an. Urbán kandidierte auf dem fünften Platz. Die Listenverbindung errang lediglich knapp 10 Prozent – gut acht Prozent weniger als das summierte Ergebnis von Podemos und Izquierda Unida bei der Wahl 2014 – und damit 6 der 54 spanischen Mandate. Damit zog Urbán direkt ein und verteidigte damit sein Mandat.
Miguel Urbán trat wieder der GUE/NGL-Fraktion bei. Für seine Fraktion ist er in der neuen Wahlperiode Mitglied im Entwicklungsausschuss sowie im Unterausschuss Menschenrechte. Des Weiteren ist er stellvertretendes Mitglied im Ausschuss für bürgerliche Freiheiten, Justiz und Inneres.